# BR-316
De BR-316 is een federale snelweg in Brazilië. Hij verbindt de stad Belém in de deelstaat Pará met Maceió in Alagoas.

## Lengte en deelstaten
De snelweg is 2054 km lang en loopt door vijf deelstaten:
- Pará
- Maranhão
- Piauí
- Pernambuco
- Alagoas

## Steden
Langs de route liggen de volgende steden:
- Belém
- Bacabal
- Teresina
- Picos
- Maceió